# Torredeita
Torredeita ist eine ehemalige Gemeinde (Freguesia) im portugiesischen Kreis Viseu. In ihr leben 1558 Einwohner (Stand 30. Juni 2011).
Zum 29. September 2013 wurde die Gemeinde Torredeita im Zuge der administrativen Neuordnung mit den Gemeinden Boa Aldeia und Farminhão zur neuen Gemeinde União das Freguesias de Boa Aldeia, Farminhão e Torredeita zusammengeschlossen. Hauptsitz der neuen Gemeinde wurde Torredeita.